# Operacyjna grupa manewrowa
Operacyjna grupa manewrowa - jest to element ugrupowania wojsk na szczeblu operacyjnym, specjalnie przygotowany i przeznaczony do nieoczekiwanego dla nieprzyjaciela (co do miejsca, czasu i kierunku) przeniesienia działań w przestrzeń operacyjną i utworzenia tam drugiego frontu walki. Operacyjna grupa manewrowa działa w oderwaniu od sił głównych i jest przeznaczona do prowadzenia wysokomanewrowych działań bojowych w celu dezorganizowania systemu obrony nieprzyjaciela. Może wychodzić na drogi odejścia i wykonywać uderzenia na skrzydła i tyły głównych zgrupowań wojsk nieprzyjaciela, a także zamknąć okrążenie. W czasie wykonywania różnorodnych zadań na tyłach ugrupowania i terytorium przeciwnika szeroko wykorzystuje działanie taktycznych desantów powietrznych, ściśle współdziała z lotnictwem i desantami operacyjnymi (powietrznymi lub morskimi).